# Keras
Keras è una libreria open source per l'apprendimento automatico e le reti neurali, scritta in Python. È progettata come un'interfaccia a un livello di astrazione superiore di altre librerie simili di più basso livello, e supporta come back-end le librerie TensorFlow, Microsoft Cognitive Toolkit (CNTK) e Theano. Progettata per permettere una rapida prototipazione di reti neurali profonde, si concentra sulla facilità d'uso, la modularità e l'estensibilità. È stata sviluppata come parte del progetto di ricerca ONEIROS, e il suo autore principale è François Chollet, di Google.
Nel 2017 il team di TensorFlow ha deciso di supportare Keras ufficialmente. Chollet ha spiegato che Keras è stata pensata come un'interfaccia e non come una libreria stand-alone. Offre una serie di moduli  che permettono di sviluppare reti neurali profonde indipendentemente dal back-end utilizzato, con un linguaggio comune e intuitivo. Microsoft ha aggiunto un back-end a CNTK a partire dalla versione 2.0 di CNTK.